# دهستان خورخوره (بیجار)
دهستان خورخوره (بیجار) نام دهستانی در بخش مرکزی شهرستان بیجار، استان کردستان در ایران است. براساس سرشماری مرکز آمار ایران در سال ۱۳۸۵، جمعیت آن ۴۶۲۲ نفر (۱۰۴۱ خانوار) بوده‌است.